# Magnolia Stakes
Listed-Race
Les Magnolia Stakes est une course de plat en Grande-Bretagne, ouverte aux pur-sang âgés de quatre ans ou plus. La course a lieu à l'hippodrome de Kempton Park chaque année à la fin du mois de mars ou au début d'avril. C'est une Listed-Race.